# Shay Sweet
Shay Sweet (Fort Worth, Texas, 1978. szeptember 22. –) amerikai pornószínésznő.

## Élete és pályafutása
Shay Sweet Fort Worthban, Texasban született 1978-ban. Shay Sweetnek saját bárja van Texasban. Négyszer nyert AVN-díjat a 160 centiméter magas hölgy. Több tetoválást is visel a Shae és Shaye művészneveken ismert pornószínésznő.

## Válogatott filmográfia
| - 2007 Car Wash - 2007 Sex Trek: Charly XXX - 2007 Love to Fuck 3 - 2006 More Bang for the Buckxxx - 2005 Beautiful Lies - 2005 All Girl Pussy Party 6 - 2005 Fine Ass Bitches | - 2005 PROs 4: Pimp'd - 2005 Sexual Karma - 2005 The Rookie - 2004 Award-Winning Anal - 2004 Dawn - 2004 Digital Daydreams - 2004 Filthy Things 2 |